# Aphyosemion lefiniense
Aphyosemion lefiniense är en fiskart som beskrevs av Woeltjes, 1984. Aphyosemion lefiniense ingår i släktet Aphyosemion och familjen Nothobranchiidae. IUCN kategoriserar arten globalt som otillräckligt studerad. Inga underarter finns listade i Catalogue of Life.